# Kimi Räikkönen
Kimi-Matias Räikkönen (Espoo, 17 de outubro de 1979) é um automobilista finlandês que atuou na Fórmula 1 entre 2001 e 2021, sendo campeão mundial em 2007 e vice-campeão em 2003 e 2005, Campeonato Mundial de Rali e NASCAR.
Räikkönen entrou na Fórmula 1 como piloto regular para a equipe Sauber-Petronas em 2001. Tendo apenas em categorias bem iniciantes de monopostos, recebeu sua superlicença da Federação Internacional do Automóvel (FIA) após uma promessa de entrega de desempenho feita pelo seu chefe, Peter Sauber. Mudou para a McLaren Mercedes em 2002, e se tornou competitivo ao título ao terminar as temporadas de 2003 e 2005 como vice-campeão, atrás de Michael Schumacher e Fernando Alonso, respectivamente. As temporadas de Räikkönen de 2003 e 2005 foram marcadas por várias falhas de consistência das suas McLaren.
Räikkönen mudou para a Ferrari em 2007, se tornando o piloto mais bem pago da história do automobilismo com um salário estimado em US$ 51 milhões por ano. Sua mudança para a Ferrari seguiu com a conquista do seu primeiro Campeonato Mundial de Fórmula 1, vencendo os pilotos da McLaren Lewis Hamilton e Fernando Alonso por um ponto, e também se tornando um dos pouquíssimos pilotos a vencer uma primeira temporada na Ferrari. Em 2008, ele igualou o recorde de voltas mais rápidas em uma temporada pela segunda vez. Depois de mais um ano no esporte, deixou a Fórmula 1 para dirigir um Citroën C4 WRC na equipe Citroën Junior Team no Campeonato Mundial de Rally de 2010. Juntamente com o Rally, Räikkönen colocou sua atenção na NASCAR e fez sua estreia pela equipe Kyle Busch Motorsports no Camping World Truck Series.
Em 2008, Räikkönen foi um dos dois pilotos de Fórmula 1 a aparecerem na lista das 100 celebridades da revista Forbes, sendo Fernando Alonso o outro piloto. Foi 36º na lista de 2008 e 41º no ano anterior. Na mesma lista, em 2008, foi listado como a 26ª celebridade mais bem paga e o 5º esportista mais bem pago, atrás de Tiger Woods, David Beckham, Michael Jordan e Phil Mickelson. Em 2009, Räikkönen foi listado como o 2º esportista mais bem pago do mundo, atrás apenas de Woods. Räikkönen assinou um contrato de dois anos com a equipe Lotus, iniciado na temporada de 2012.

## Carreira

### Início
Räikkönen nasceu em Espoo. Teve uma longa linha de sucesso no kart a partir dos seus 10 anos de idade. Sua primeira corrida fora da Finlândia foi em Mônaco, aos 15 anos de idade. Durante a corrida, a barra de direção quebrou, mas Räikkönen continuou correndo, informando seu mecânico chacoalhando freneticamente o volante ao passar pela reta principal do circuito. A corrida seguinte de Räikkönen em Mônaco também foi memorável; foi atirado para o lado errado da área de escape numa colisão já na primeira volta, mas continuou dirigindo até que o asfalto acabasse. Confiante, levantou o kart e o colocou de volta na pista e continuou a correr. Seu mecânico achou que Räikkönen estava fora da prova, mas ele disputou a corrida e terminou em terceiro. Em 1998 ele foi o primeiro no Campeonato Nórdico de Kart em Varna, na Noruega. Em 1999, Räikkönen ficou em segundo no Campeonato Europeu de Formula Supor A, também competindo na Copa Europeia de Fórmula Ford. Com vinte anos, venceu a série de inverno do Fórmula Renault Inglesa  de 1999, vencendo as primeiras quatro corridas do ano. Em 2000, venceu sete das dez provas do Fórmula Renault Inglesa. Combinados, venceu 13 das 23 corridas - uma taxa de 56% de vitórias.

### Fórmula 1
Os bons resultados na Fórmula Renault chamaram a atenção de Peter Sauber. Assim, o piloto fez alguns testes com bons resultados no circuito italiano de Mugello, com a Sauber decidiu contratá-lo como piloto reserva em 2000, o que foi o início de sua carreira na Fórmula 1.

#### Sauber
Räikkönen, com apenas vinte e um anos, iniciava como piloto titular sua carreira na Fórmula 1 em 2001. Com apenas vinte três corridas de monolugares no seu currículo, ele conseguiu a licença especial da FIA. Logo na primeira prova do campeonato alcançou o sexto lugar.

#### McLaren

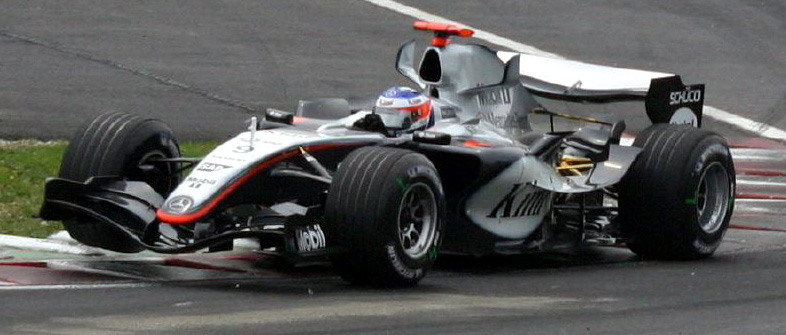
Räikkönen no Grande Prêmio do Canadá de 2005.

Em 2002, foi contratado pela equipe McLaren onde correu até 2006 substituindo o seu compatriota e bicampeão do mundo Mika Häkkinen. Foi vice-campeão da temporada de 2003 com noventa e um pontos, ficando apenas a um ponto de impedir o hexacampeonato de Michael Schumacher.
Em 2005, foi novamente vice-campeão com cento e doze pontos e sete vitórias, sendo Fernando Alonso campeão. Foi considerado por críticos de automobilismo e revistas o piloto mais rápido e melhor da temporada. Em 2006, após um carro mal construído pela McLaren, Räikkönen não conseguiu nenhuma vitória e terminou o ano em quinto lugar com sessenta e cinco pontos.

#### Ferrari
Em 2007, Räikkönen foi o primeiro piloto desde Nigel Mansell, em 1989, a estrear pela Ferrari com uma vitória. Ele ganhou o Grande Prêmio da Austrália, que abriu a temporada de 2007. E, após dois vice-campeonatos, o finlandês sagrou-se campeão mundial em 21 de outubro de 2007, vencendo o Grande Prêmio do Brasil, no Autódromo de Interlagos.

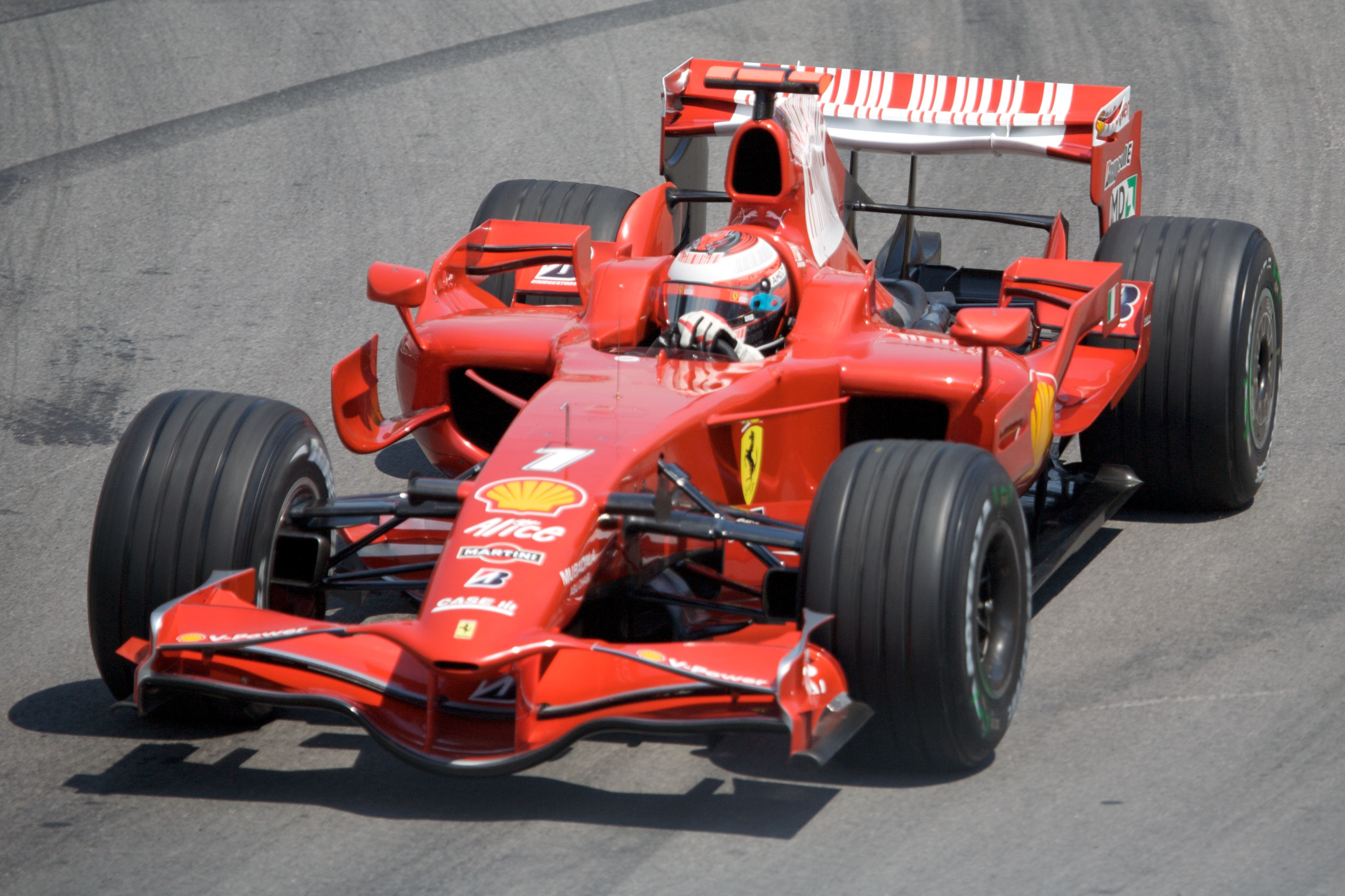
Räikkönen dirigindo sua no Grande Prêmio do Canadá de 2008.

Räikkönen era o que tinha menores chances dentre os três pilotos que disputavam o campeonato: Lewis Hamilton e Fernando Alonso eram os mais cotados a levar o título, já que Kimi precisaria de uma combinação de resultados. Para se tornar campeão mundial de pilotos em 2007, Räikkönen contou com os erros cometidos pelo inglês Lewis Hamilton na corrida, que logo na segunda curva da corrida perdeu o controle do carro, chegando a ficar na décima oitava colocação, e pela estratégia adotada pela Ferrari, que fez com que o finlandês assumisse a liderança da prova, que era do brasileiro Felipe Massa na volta de número cinquenta e dois.
Com a vitória, Räikkönen conquistou seu primeiro título do campeonato mundial de pilotos e a consolidação da Ferrari como a líder mundial de construtores da Fórmula 1 em 2007. Com seis vitórias na temporada, mais do que seus rivais Fernando Alonso e Lewis Hamilton da McLaren (quatro vitórias cada um) e de que seu companheiro de equipe Felipe Massa (três), o campeonato terminou com cento e dez pontos para Räikkönen, com a diferença de apenas um ponto entre Hamilton e Alonso, que terminaram em segundo e terceiro lugar, respectivamente.
Já em 2008 não alcançou muito sucesso; seu carro, segundo sua equipe, não se adaptava ao estilo de Räikkönen. Venceu apenas duas corridas, o GP da Malásia e da Espanha, fazendo 75 pontos, e ficando em 3° lugar na temporada, muito abaixo do esperado. Porém, Räikkönen, foi o recordista em voltas mais rápidas, sendo avaliado como o piloto mais rápido da temporada, e chegando a entrar para a história da Fórmula 1 por conquistar tantas voltas rápidas em uma temporada e ao longo de sua carreira.
No Grande Prêmio da Bélgica de 2009, disputado em 30 de agosto, Kimi conquistou sua primeira vitória na temporada e a décima oitava na carreira.

### Campeonato Mundial de Rali

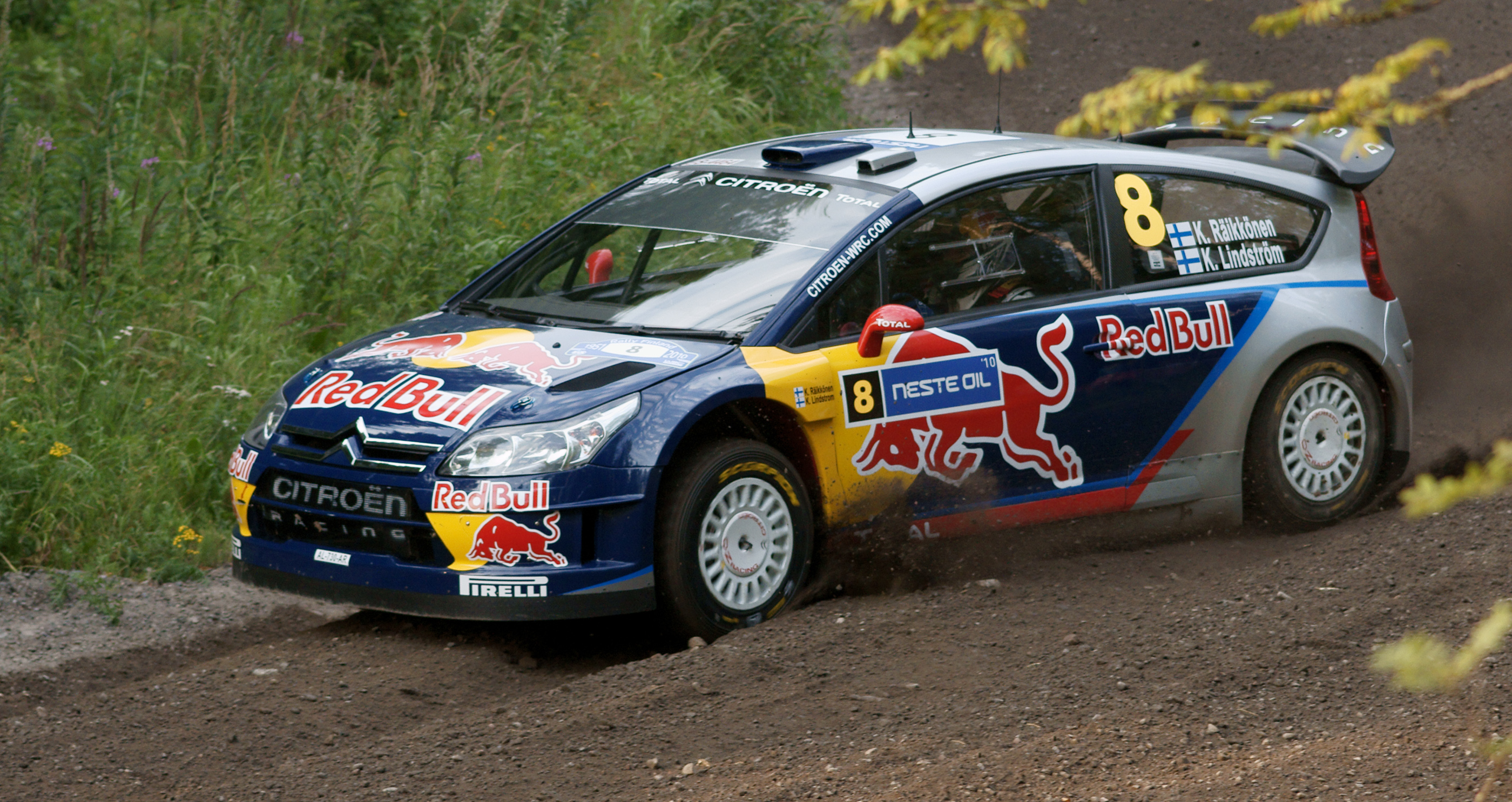
Räikkönen no Campeonato Mundial de Rali de 2010.

Em 4 de dezembro de 2009, após frustradas negociações com McLaren e com Mercedes, a equipe oficial da Citroën no WRC (World Rally Championship) anunciou a contratação do finlandês para a disputa do campeonato mundial de 2010 pela equipe "junior".
Essa não foi a primeira experiência de Kimi na categoria. No mesmo ano de 2009, ele disputou o Rally da Finlândia, a bordo de um Fiat Punto S2000 da equipe de Tommi Makkinen, chegando a estar em terceiro lugar de sua categoria (N4), quando sofreu um acidente que impossibilitou a conclusão da prova.
Em 2011, Räikkönen disputa a temporada do WRC com seu time próprio, a ICE 1 Racing, dirigindo um Citröen DS3 WRC. Ele completou o Rali da Suécia na oitava posição e não disputou o Rali do México. Na sequência, terminou em sétimo no Rali de Portugal e em sexto no Rali da Jordânia, deixando de disputar o Rali da Sardenha.

### NASCAR
Em 2 de abril de 2011 o finlandês assinou um acordo com a equipe de Kyle Busch para disputar parte da temporada 2011 da NASCAR Truck Series, que é o terceiro campeonato em importância na NASCAR. Em sua estreia, Räikkönen terminou a prova de Charlotte na décima-quinta posição.

### Retorno à Fórmula 1

#### Lotus

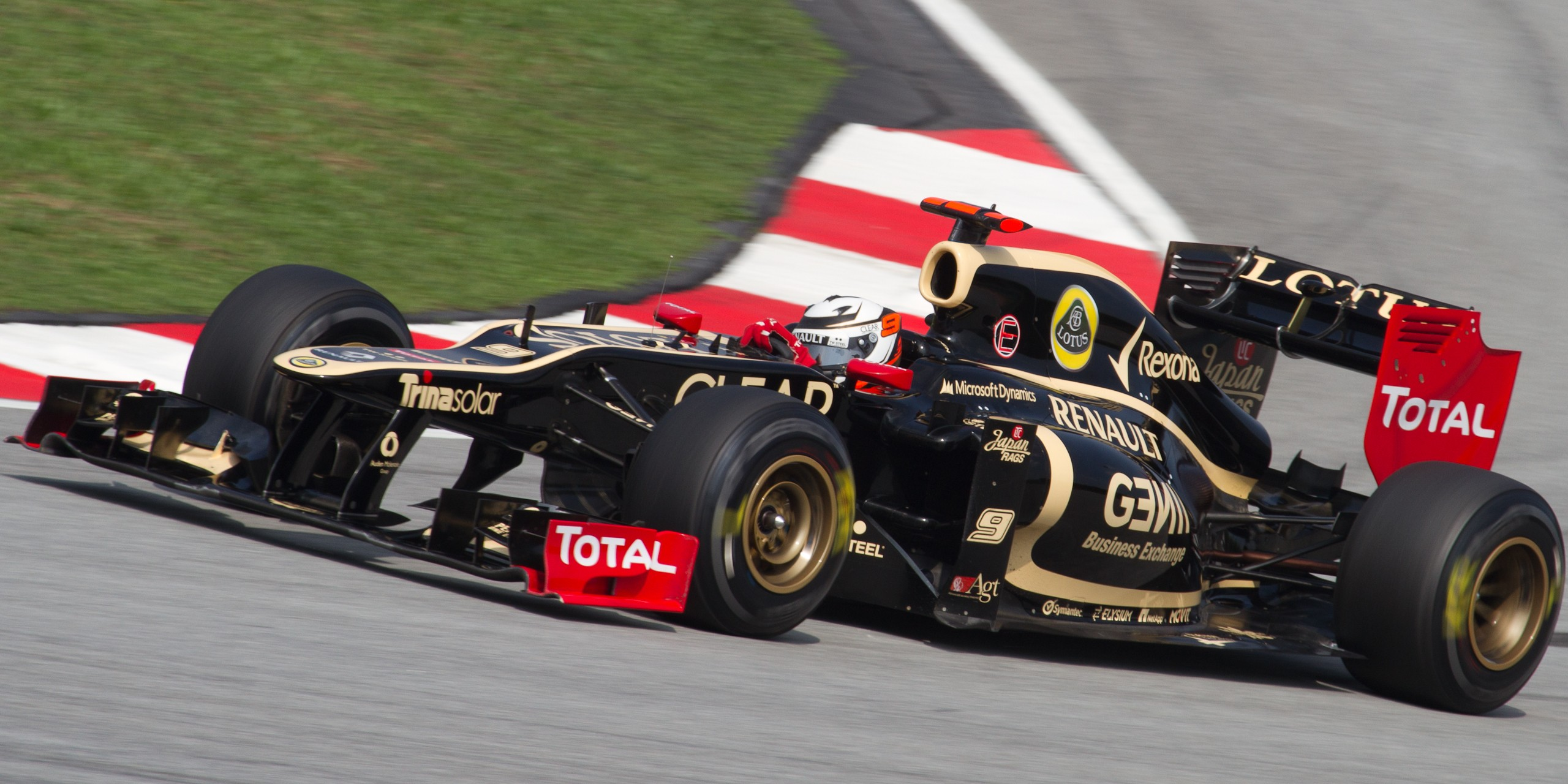
Räikkönen correndo pela Lotus no Grande Prêmio da Malásia de 2012.

Em novembro de 2011, foi anunciado o retorno de Kimi à Fórmula 1, com a confirmação da sua contratação pela Lotus para a disputa da temporada de 2012.
No Grande Prêmio do Barém, quarta etapa do campeonato, o finlandês voltou ao pódio, chegando em segundo lugar. A sua atuação chegou a ser elogiada pelo tricampeão mundial Jackie Stewart.
No Grande Prêmio de Abu Dhabi, Räikkönen voltou a vencer uma corrida na categoria, após o abandono do líder Lewis Hamilton. Esta foi a primeira vitória da Lotus após sua volta a F1, e a primeira vitória em décadas, desde que a Lotus se retirou da F1, na década de 1990.

#### Ferrari

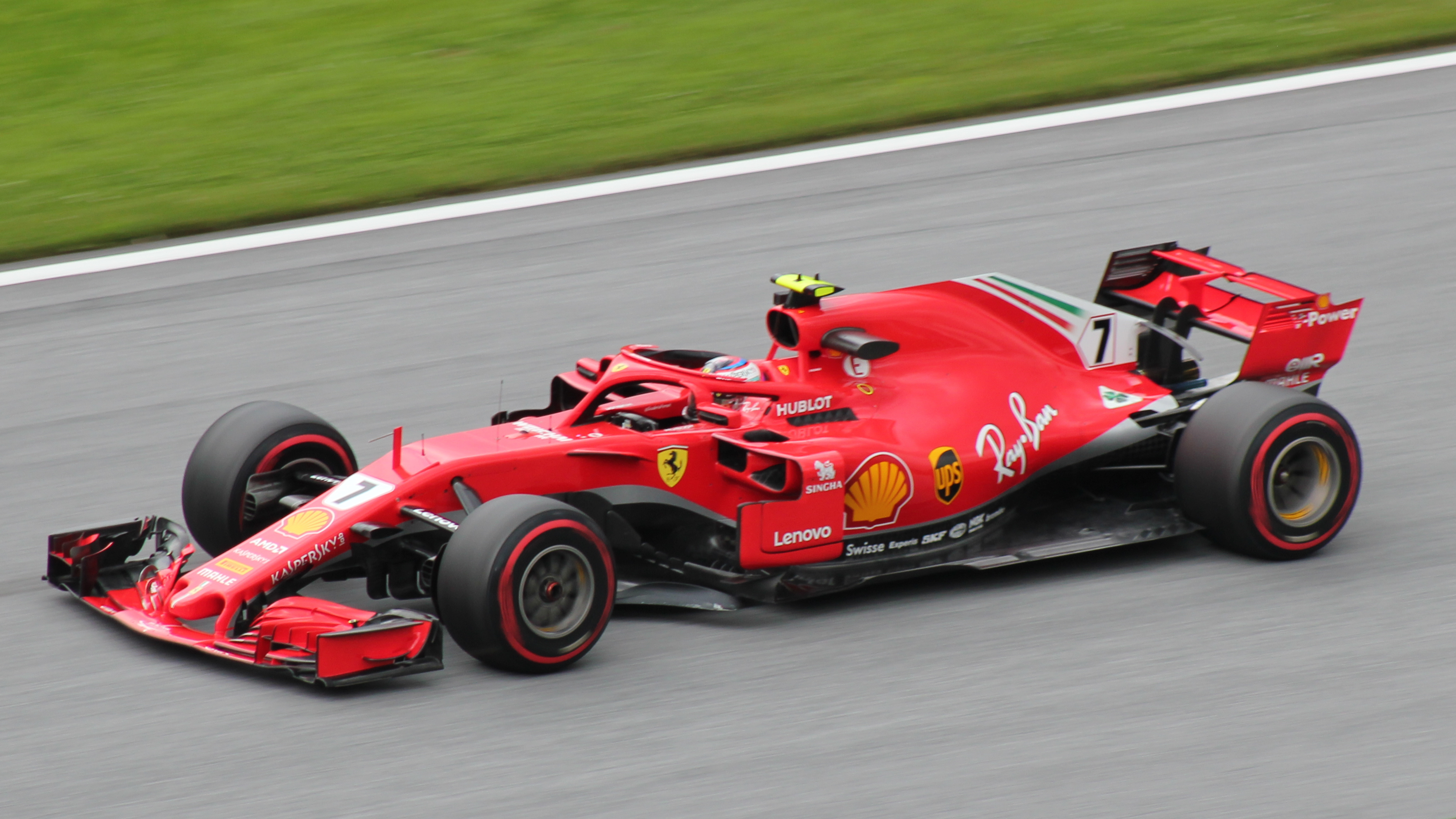
Räikkönen na Ferrari em 2018

Em 11 de setembro de 2013, a Ferrari anunciou oficialmente o retorno de Räikkönen à equipe, por duas temporadas, a partir de 2014, no lugar de Felipe Massa. Em 8 de julho de 2016 a equipe ampliou seu vínculo com o piloto para 2017 e posteriormente até o fim de 2018.
No Grande Prêmio dos Estados Unidos de 2018 obteve sua vigésima primeira vitória e se tornou o finlandês que mais venceu na Fórmula 1, quebrando ainda duas outras marcas: de maior intervalo entre as vitórias de Grandes Prêmio: cento e quinze corridas (2013 a 2018) e de maior diferença entre a primeira e a última vitórias na carreira: quinze anos e 212 dias.

#### Alfa Romeo
Em 11 de setembro de 2018, a equipe Ferrari revelou oficialmente que não renovaria seu vínculo, e que Charles Leclerc ocuparia sua vaga a partir de 2019. Em seguida, em sua conta na rede social Instagram, Kimi anunciou seu retorno a Sauber (que passou a se chamar Alfa Romeo no início de 2019) também a partir da temporada de 2019, por dois anos de contrato. No Grande Prêmio da Rússia de 2020, igualou Rubens Barrichello em número de corridas: 322. No Grande Prêmio de Eifel de 2020, superou o piloto brasileiro em corridas: 323.
No dia 1 de setembro de 2021, Kimi Räikkönen anunciou que se aposentaria da Fórmula 1 após o final da temporada de 2021.

## Vida pessoal
Kimi foi casado com a ex-Miss Escandinávia Jenni Dahlman entre 2004 e 2013. Com sua companheira Minttu Virtanen é pai de Robin, nascido em janeiro de 2015.
O casal contraiu matrimônio na Abadia de San Galgano em agosto de 2016. O segundo filho, a menina Rianna, nasceu em 17 de maio de 2017.
Em comemoração ao seu 39º aniversário, em 17 de outubro de 2018, Kimi lançou sua autobiografia oficial intitulada de "The unknown Kimi Räikkönen", escrita por Kari Hotakaienen, em finlandês.

## Registros na carreira

### Sumário
| Temporada | Categoria                                   | Equipe                                      | Corridas | Vitórias | Poles | V.M.R. | Pódios | Pontos | Classificação |
| --------- | ------------------------------------------- | ------------------------------------------- | -------- | -------- | ----- | ------ | ------ | ------ | ------------- |
| 1999      | Fórmula Ford Europeia                       | ?                                           | 2        | ?        | ?     | ?      | ?      | ?      | 5.º           |
| 1999      | Festival da Fórmula Ford                    | Continental Racing Van Diemen               | 1        | 0        | 0     | 0      | 0      | N/A    | NC            |
| 1999      | Campeonato de Inverno de Fórmula Renault UK | Manor Motorsport                            | 4        | 4        | 4     | ?      | 4      | 40     | 1.º           |
| 1999      | Campeonato Britânico de Fórmula Renault     | Haywood Racing                              | 4        | 0        | 0     | ?      | ?      | ?      | ?             |
| 2000      | Campeonato Britânico de Fórmula Renault     | Manor Motorsport                            | 10       | 7        | 6     | 7      | 10     | 316    | 1.º           |
| 2000      | Eurocopa de Fórmula Renault                 | Manor Motorsport                            | 2        | 2        | 1     | 0      | 2      | 62     | 7.º           |
| 2001      | Fórmula 1                                   | Red Bull Sauber Petronas                    | 17       | 0        | 0     | 0      | 0      | 9      | 10.º          |
| 2002      | Fórmula 1                                   | West McLaren Mercedes                       | 17       | 0        | 0     | 1      | 4      | 24     | 6.º           |
| 2003      | Fórmula 1                                   | West McLaren Mercedes                       | 16       | 1        | 2     | 3      | 10     | 91     | 2.º           |
| 2004      | Fórmula 1                                   | West McLaren Mercedes                       | 18       | 1        | 1     | 2      | 4      | 45     | 7.º           |
| 2005      | Fórmula 1                                   | West McLaren Mercedes Team McLaren Mercedes | 19       | 7        | 5     | 10     | 12     | 112    | 2.º           |
| 2006      | Fórmula 1                                   | Team McLaren Mercedes                       | 18       | 0        | 3     | 3      | 6      | 65     | 5.º           |
| 2007      | Fórmula 1                                   | Scuderia Ferrari Marlboro                   | 17       | 6        | 3     | 6      | 12     | 110    | 1.º           |
| 2008      | Fórmula 1                                   | Scuderia Ferrari Marlboro                   | 18       | 2        | 2     | 10     | 9      | 75     | 3.º           |
| 2009      | Fórmula 1                                   | Scuderia Ferrari Marlboro                   | 17       | 1        | 0     | 0      | 5      | 48     | 6.º           |
| 2009      | Campeonato Mundial de Rali                  | Tommi Mäkinen Racing                        | 1        | 0        | —     | —      | 0      | 0      | NC            |
| 2010      | Campeonato Mundial de Rali                  | Citroën Junior Team                         | 11       | 0        | —     | —      | 0      | 25     | 10.º          |
| 2011      | Campeonato Mundial de Rali                  | Ice 1 Racing                                | 9        | 0        | —     | —      | 0      | 34     | 10.º          |
| 2011      | NASCAR Camping World Truck Series           | Kyle Busch Motorsports                      | 1        | 0        | 0     | 0      | 0      | N/A    | NC            |
| 2011      | NASCAR Nationwide Series                    | NEMCO Motorsports/KBM                       | 1        | 0        | 0     | 0      | 0      | N/A    | NC            |
| 2012      | Fórmula 1                                   | Lotus F1 Team                               | 20       | 1        | 0     | 2      | 7      | 207    | 3.º           |
| 2013      | Fórmula 1                                   | Lotus F1 Team                               | 17       | 1        | 0     | 2      | 8      | 183    | 5.º           |
| 2014      | Fórmula 1                                   | Scuderia Ferrari                            | 19       | 0        | 0     | 1      | 0      | 55     | 12.º          |
| 2015      | Fórmula 1                                   | Scuderia Ferrari                            | 19       | 0        | 0     | 2      | 3      | 150    | 4.º           |
| 2016      | Fórmula 1                                   | Scuderia Ferrari                            | 21       | 0        | 0     | 1      | 4      | 186    | 6.º           |
| 2017      | Fórmula 1                                   | Scuderia Ferrari                            | 20       | 0        | 1     | 2      | 7      | 205    | 4.º           |
| 2018      | Fórmula 1                                   | Scuderia Ferrari                            | 21       | 1        | 1     | 1      | 12     | 251    | 3.º           |
| 2019      | Fórmula 1                                   | Alfa Romeo Racing                           | 21       | 0        | 0     | 0      | 0      | 43     | 12.º          |
| 2020      | Fórmula 1                                   | Alfa Romeo Racing ORLEN                     | 17       | 0        | 0     | 0      | 0      | 4      | 16.º          |
| 2021      | Fórmula 1                                   | Alfa Romeo Racing ORLEN                     | 21       | 0        | 0     | 0      | 0      | 10     | 16.º          |
| 2022      | NASCAR Cup Series                           | Trackhouse Racing                           | 1        | 0        | 0     | 0      | 0      | 1      | 41.º          |
| 2023      | NASCAR Cup Series                           | Trackhouse Racing                           | 1        | 0        | 0     | 0      | 0      | 8      | 40.º          |
| Fontes:   |                                             |                                             |          |          |       |        |        |        |               |

### Resultados na Fórmula 1
Legenda: Corridas em negrito indicam pole position; corridas em itálico indicam volta mais rápida.
| Temporada              | Equipe                                      | Chassis               | Motor                      | 1       | 2       | 3       | 4       | 5       | 6       | 7       | 8       | 9       | 10      | 11      | 12      | 13      | 14      | 15      | 16      | 17      | 18      | 19     | 20      | 21      | 22      | Class. | Pontos |
| ---------------------- | ------------------------------------------- | --------------------- | -------------------------- | ------- | ------- | ------- | ------- | ------- | ------- | ------- | ------- | ------- | ------- | ------- | ------- | ------- | ------- | ------- | ------- | ------- | ------- | ------ | ------- | ------- | ------- | ------ | ------ |
| 2001                   | Red Bull Sauber Petronas                    | Sauber C20            | Petronas 01A 3.0 V10       | AUS 6   | MAL Ret | BRA Ret | SMR Ret | ESP 8   | AUT 4   | MON 10  | CAN 4   | EUR 10  | FRA 7   | GBR 5   | ALE Ret | HUN 7   | BEL Ret | ITA 7   | EUA Ret | JAP Ret |         |        |         |         |         | 10º    | 9      |
| 2002                   | West McLaren-Mercedes                       | McLaren MP4-17        | Mercedes FO 110M 3.0 V10   | AUS 3   | MAL Ret | BRA 12  | SMR Ret | ESP Ret | AUT Ret | MON Ret | CAN 4   | EUR 3   | GBR Ret | FRA 2   | ALE Ret | HUN 4   | BEL Ret | ITA Ret | EUA Ret | JAP 3   |         |        |         |         |         | 6º     | 24     |
| 2003                   | West McLaren-Mercedes                       | McLaren MP4-17D       | Mercedes FO 110M/P 3.0 V10 | AUS 3   | MAL 1   | BRA 2   | SMR 2   | ESP Ret | AUT 2   | MON 2   | CAN 6   | EUR Ret | FRA 4   | GBR 3   | ALE Ret | HUN 2   | ITA 4   | EUA 2   | JAP 2   |         |         |        |         |         |         | 2º     | 91     |
| 2004                   | West McLaren-Mercedes                       | McLaren MP4-19        | Mercedes FO 110Q 3.0 V10   | AUS Ret | MAL Ret | BAR Ret | SMR 8   | ESP 11  | MON Ret | EUR Ret | CAN 5   | EUA 6   |         |         |         |         |         |         |         |         |         |        |         |         |         | 7º     | 45     |
| 2004                   | West McLaren-Mercedes                       | McLaren MP4-19B       | Mercedes FO 110Q 3.0 V10   |         |         |         |         |         |         |         |         |         | FRA 7   | GBR 2   | ALE Ret | HUN Ret | BEL 1   | ITA Ret | CHN 3   | JAP 6   | BRA 2   |        |         |         |         | 7º     | 45     |
| 2005                   | West McLaren-Mercedes Team McLaren Mercedes | McLaren MP4-20        | Mercedes FO 110R 3.0 V10   | AUS 8   | MAL 9   | BAR 3   | SMR Ret | ESP 1   | MON 1   | EUR 11† | CAN 1   | EUA NL  | FRA 2   | GBR 3   | ALE Ret | HUN 1   | TUR 1   | ITA 4   | BEL 1   | BRA 2   | JAP 1   | CHN 2  |         |         |         | 2º     | 112    |
| 2006                   | Team McLaren Mercedes                       | McLaren MP4-21        | Mercedes FO 108S 2.4 V8    | BAR 3   | MAL Ret | AUS 2   | SMR 5   | EUR 4   | ESP 5   | MON Ret | GBR 3   | CAN 3   | EUA Ret | FRA 5   | ALE 3   | HUN Ret | TUR Ret | ITA 2   | CHN Ret | JAP 5   | BRA 5   |        |         |         |         | 5º     | 65     |
| 2007                   | Ferrari Marlboro                            | Ferrari F2007         | Ferrari 056 2.4 V8         | AUS 1   | MAL 3   | BAR 3   | ESP Ret | MON 8   | CAN 5   | EUA 4   | FRA 1   | GBR 1   | EUR Ret | HUN 2   | TUR 2   | ITA 3   | BEL 1   | JAP 3   | CHN 1   | BRA 1   |         |        |         |         |         | 1º     | 110    |
| 2008                   | Ferrari Marlboro                            | Ferrari F2008         | Ferrari 056 2.4 V8         | AUS 8   | MAL 1   | BAR 2   | ESP 1   | TUR 3   | MON 9   | CAN Ret | FRA 2   | GBR 4   | ALE 6   | HUN 3   | EUR Ret | BEL 18† | ITA 9   | SIN Ret | JAP 3   | CHN 3   | BRA 3   |        |         |         |         | 3º     | 75     |
| 2009                   | Ferrari Marlboro                            | Ferrari F60           | Ferrari 056 2.4 V8         | AUS 16  | MAS 14  | CHN 10  | BAR 6   | ESP Ret | MON 3   | TUR 9   | GBR 8   | ALE Ret | HUN 2   | EUR 3   | BEL 1   | ITA 3   | SIN 10  | JAP 4   | BRA 6   | ABU 12  |         |        |         |         |         | 6º     | 48     |
| Ausente em 2010 e 2011 |                                             |                       |                            |         |         |         |         |         |         |         |         |         |         |         |         |         |         |         |         |         |         |        |         |         |         |        |        |
| 2012                   | Lotus F1 Team                               | Lotus E20             | Renault RS27-2012 2.4 V8   | AUS 7   | MAL 5   | CHN 14  | BAR 2   | ESP 3   | MON 9   | CAN 8   | EUR 2   | GBR 5   | ALE 3   | HUN 2   | BEL 3   | ITA 5   | SIN 6   | JAP 6   | COR 5   | IND 7   | ABU 1   | EUA 6  | BRA 10  |         |         | 3º     | 207    |
| 2013                   | Lotus F1 Team                               | Lotus E21             | Renault RS27-2013 2.4 V8   | AUS 1   | MAL 7   | CHN 2   | BAR 2   | ESP 2   | MON 10  | CAN 9   | GBR 5   | ALE 2   | HUN 2   | BEL Ret | ITA 11  | SIN 3   | COR 2   | JAP 4   | IND 7   | ABU Ret | EUA NP  | BRA NP |         |         |         | 5º     | 183    |
| 2014                   | Ferrari                                     | Ferrari F14 T         | Ferrari 059/3 1.6 V6 t     | AUS 7   | MAL 12  | BAR 10  | CHN 8   | ESP 7   | MON 12  | CAN 10  | AUT 10  | GBR Ret | ALE 11  | HUN 6   | BEL 4   | ITA 9   | SIN 8   | JAP 12  | RUS 9   | EUA 13  | BRA 7   | ABU 10 |         |         |         | 12º    | 55     |
| 2015                   | Ferrari                                     | Ferrari SF15-T        | Ferrari 059/4 1.6 V6 t     | AUS Ret | MAL 4   | CHN 4   | BAR 2   | ESP 5   | MON 6   | CAN 4   | AUT Ret | GBR 8   | HUN Ret | BEL 7   | ITA 5   | SIN 3   | JAP 4   | RUS 8   | EUA Ret | MEX Ret | BRA 4   | ABU 3  |         |         |         | 4º     | 150    |
| 2016                   | Ferrari                                     | Ferrari SF16-H        | Ferrari 061 1.6 V6 t       | AUS Ret | BAR 2   | CHN 5   | RUS 3   | ESP 2   | MON Ret | CAN 6   | EUR 4   | AUT 3   | GBR 5   | HUN 6   | ALE 6   | BEL 9   | ITA 4   | SIN 4   | MAL 4   | JAP 5   | EUA Ret | MEX 6  | BRA Ret | ABU 6   |         | 6º     | 186    |
| 2017                   | Ferrari                                     | Ferrari SF70H         | Ferrari 062 1.6 V6 t       | AUS 4   | CHN 5   | BAR 4   | RUS 3   | ESP Ret | MON 2   | CAN 7   | AZE 14† | AUT 5   | GBR 3   | HUN 2   | BEL 4   | ITA 5   | SIN Ret | MAL NL  | JAP 5   | EUA 3   | MEX 3   | BRA 3  | ABU 4   |         |         | 4º     | 205    |
| 2018                   | Ferrari                                     | Ferrari SF71H         | Ferrari 062 EVO 1.6 V6 t   | AUS 3   | BAR Ret | CHN 3   | AZE 2   | ESP Ret | MON 4   | CAN 6   | FRA 3   | AUT 2   | GBR 3   | ALE 3   | HUN 3   | BEL Ret | ITA 2   | SIN 5   | RUS 4   | JAP 5   | EUA 1   | MEX 3  | BRA 3   | ABU Ret |         | 3º     | 251    |
| 2019                   | Alfa Romeo                                  | Alfa Romeo Racing C38 | Ferrari 064 1.6 V6 t       | AUS 8   | BAR 8   | CHN 9   | AZE 10  | ESP 14  | MON 17  | CAN 15  | FRA 7   | AUT 9   | GBR 8   | ALE 12  | HUN 7   | BEL 16  | ITA 15  | SIN Ret | RUS 13  | JAP 12  | MEX Ret | EUA 11 | BRA 4   | ABU 13  |         | 12°    | 42     |
| 2020                   | Alfa Romeo Racing Orlen                     | Alfa Romeo Racing C39 | Ferrari 065 1.6 V6 t       | AUT Ret | EST 11  | HUN 15  | GBR 17  | 70 15   | ESP 14  | BEL 12  | ITA 13  | TOS 9   | RUS 14  | EIF 12  | POR 11  | EMI 9   | TUR 15  | BAR 15  | SKR 14  | ABU 12  |         |        |         |         |         | 16°    | 4      |
| 2021                   | Alfa Romeo Racing Orlen                     | Alfa Romeo Racing C41 | Ferrari 065/6 1.6 V6 t     | BAR 11  | EMI 13  | POR Ret | ESP 12  | MON 11  | AZE 10  | FRA 17  | EST 11  | AUT 15  | GBR 15  | HUN 10  | BEL 18  | PBS EX  | ITA EX  | RUS 8   | TUR 12  | EUA 13  | CMX 8   | SAO 12 | CAT 14  | ARA 15  | ABU Ret | 16.º   | 10     |

Notas
† – O piloto não terminou a prova, mas foi classificado por ter completado 90% da corrida.

## Vitórias por equipe
- Ferrari: 10
- McLaren: 9
- Lotus F1: 2